# Guerrillero Heroico

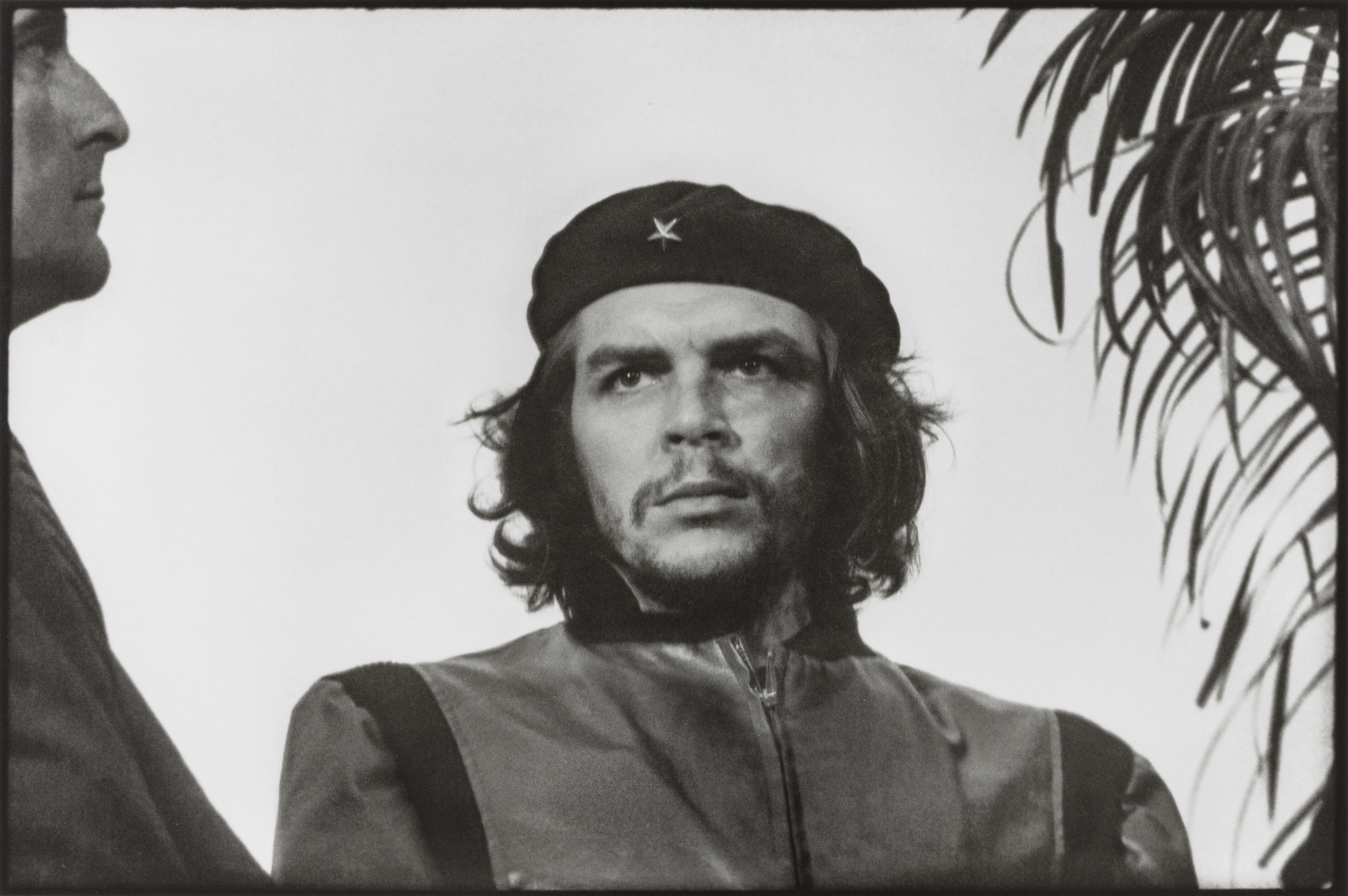
Guerrillero Heroico - slavná Che Guevarova fotografie od Alberta Kordy; původní negativ, 5. března 1960

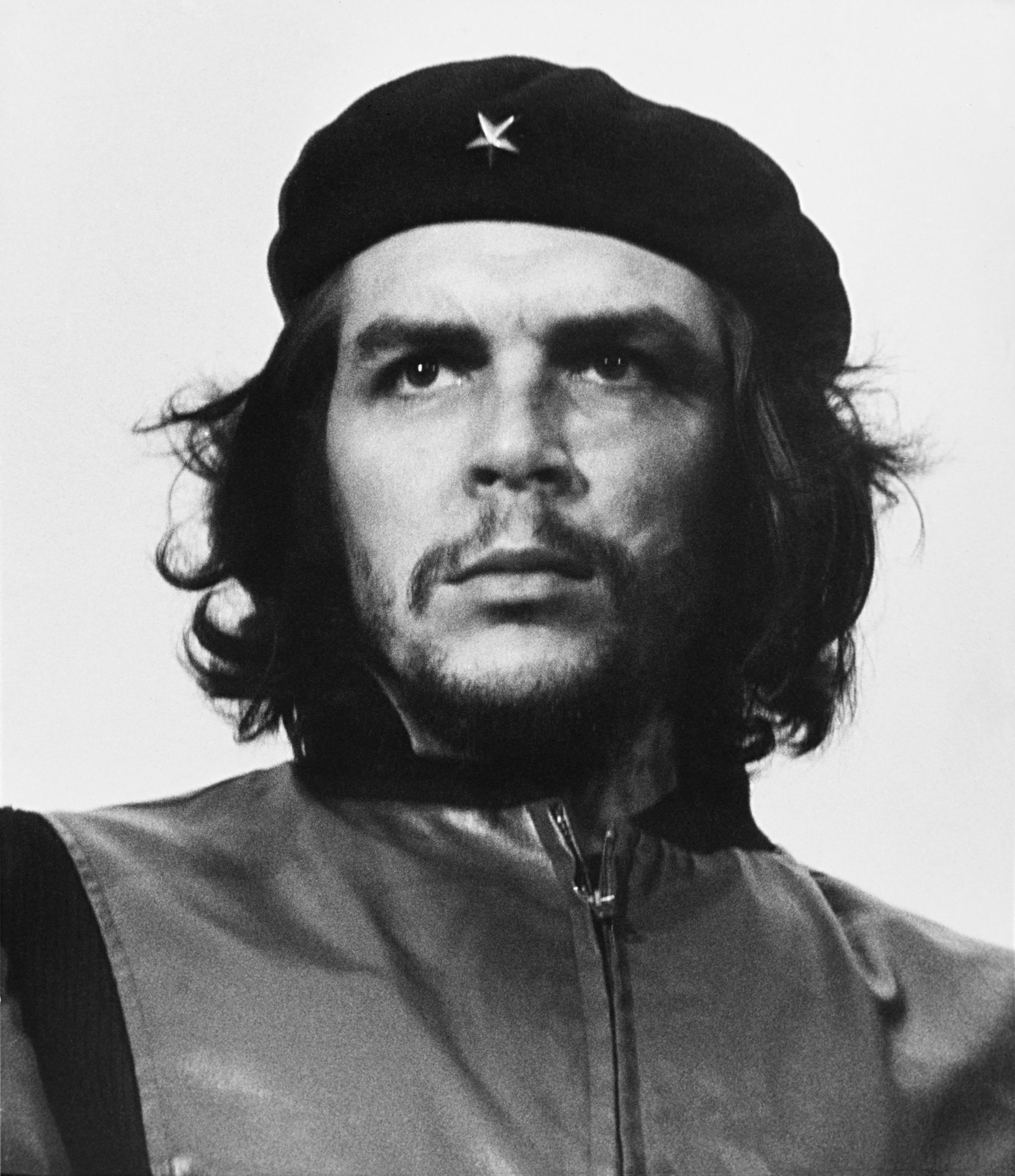
Populární ořezaná verze fotografie

Guerrillero Heroico (česky Hrdinný partyzán) je fotografie, která je nejznámějším portrétem původně argentinského lékaře a marxistického revolucionáře Ernesta (Che) Guevary. Autorem snímku je kubánský fotograf Alberto Korda.

## Historie
Alberto Korda 5. března 1960 fotografoval pro kubánské noviny Revolución v kubánském hlavním městě Havana během shromáždění na poctu obětí sabotáže způsobené výbuchem lodi La Coubre, při kterém zahynula stovka Kubánců. Che Guevarovi bylo v době fotografování 31 let a shromáždění se zúčastnil i s Fidelem Castrem. Snímek zachycuje charismatickou tvář Che Guevary v černém baretu s pěticípou hvězdou. Díky této fotografii se kontroverzní osobnost tohoto lídra stala koncem 60. let 20. století kulturní ikonou.
Korda prohlásil, že se během snímání soustředil na Guevarův výraz obličeje, který byl v té chvíli podle jeho názoru vyobrazením jeho absolutní nesmiřitelnosti i zlosti a bolesti. Po letech Korda připustil, že fotografie zobrazuje Che Guevaru jako odhodlaného a stoického člověka.
Obraz je přirozený, nestrojený a srozumitelný pro širokou veřejnost a podle vyjádření institutu na vysoké umělecké škole v Marylandu je jedním ze symbolů 20. století a zároveň nejslavnější a nejznámější fotografií světa. Z této fotografie vznikl nespočet výtvarně zpracovaných verzí: vznikly z ní malby, plakáty, výšivky, aplikace na hedvábí, je běžným motivem pro tetování, podle této fotografie vznikla sochařská díla, tato fotografie byla reprodukována snad na každém povrchu jaký si lze představit. Podle vyjádření muzea Victoria and Albert Museum v Anglii je tato fotografie nejreprodukovanějším fotografickým dílem na světě. Jonathan Green z Kalifornského muzea fotografie poznamenal, že „Kordův obrázek je vnímaný v národech různých jazyků po celém světě jako alfanumerický symbol, či hieroglyf. Záhadně se objevuje vždy, když někde vznikne konflikt. Z historie umění se jednoznačně nic jiného neidentifikuje podobným způsobem.“
Kultovní obraz Che Guevary se stal celosvětovým symbolem revoluce a povstání. Korda za své fotografie nikdy nedostal žádné licenční poplatky, protože Castro neuznával Bernskou úmluvu o ochraně literárních a uměleckých děl. Fotografie Che Guevary je jednou z nejčastěji reprodukovaných v historii. V roce 2000 Korda zažaloval společnost Smirnoff za použití jeho obrázku v inzerátu. V komentáři řekl: „Jako zastánce ideálů, pro které Che Guevara zemřel, nejsem proti jeho šíření těmi, kteří chtějí propagovat památku a příčiny sociální spravedlnosti na celém světě, ale jsem kategoricky proti zneužívání obrazu Che k propagaci produktů, jako jsou alkohol, nebo pro jakýkoliv účel ponižující pověst Che“. Jeho mimosoudní vyrovnání 50 000 amerických dolarů bylo věnováno na kubánské zdravotnictví. Korda řekl: „Kdyby byl Che ještě naživu, udělal by jistě totéž.“

## Inspirace
Historie obrázku a jeho celosvětový vliv se také v tomto století stal inspirací několika dokumentů současnosti jako je například film Chevolution (Chevoluce, režie Trisha Ziff) z roku 2008, nebo kniha Che's Afterlife: The Legacy of an Image (autor: Michael Casey, 2009).